# Boris Brejcha
Boris Brejcha (pronúncia Tcheca: [ˈbrɛjxaː]; nascido em 26 de novembro de 1981 em Ludwigshafen am Rhein) é um DJ e produtor musical alemão. Ele auto-descreve o seu estilo musical como "high-tech minimal".

## Carreira

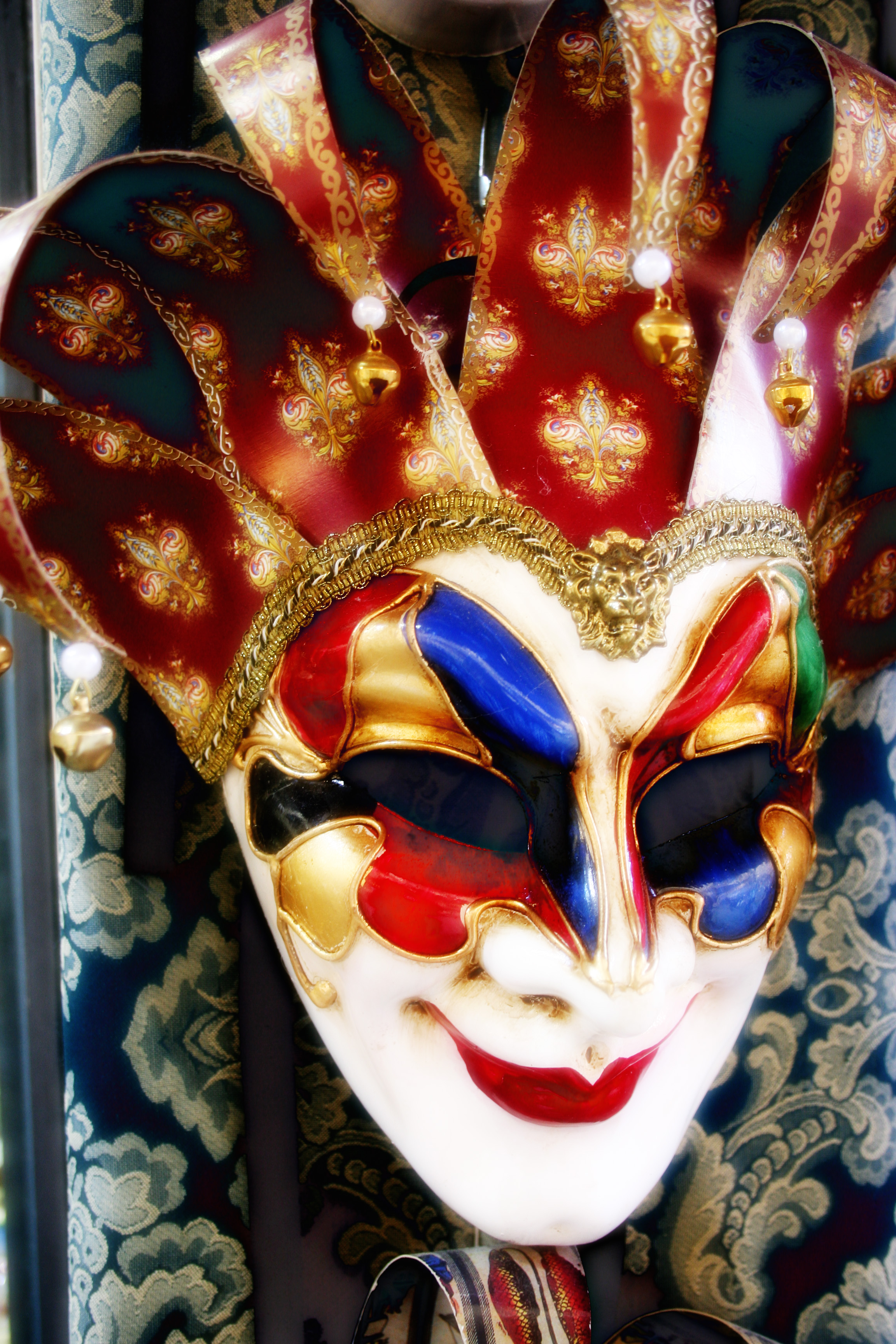
Uma característica de Brejcha é a utilização em palco de uma máscara de joker.

Aos seis anos de idade, Brejcha ficou gravemente queimado no acidente do festival aéreo de Ramstein, a que assistia. As cicatrizes persistem ainda hoje. Brejcha diz ter sofrido de bullying na escola por causa dessas cicatrizes, tendo poucos amigos. Como resultado ele passava muito tempo sozinho, descobrindo muito cedo a sua paixão pela música.
A sua primeira performance de sempre foi no Brasil, e foi inspirado no Carnaval do Rio que Boris Brejcha adoptou em palco a utilização da "máscara de joker". Desde então, ele tem percorrido os maiores clubes e festivais de todo o mundo, tais como Tomorrowland, Timewarp e Exit.
Boris Brejcha juntamente com Ann Clue e Deniz Bul fundaram em 2015 a etiqueta "Fckng Serious".
Após ganhar popularidade na América do Sul, Brejcha actuou em frente ao Palácio Fontainebleau em 2017, o que lhe trouxe semelhante visibilidade na Europa. Foi publicado na plataforma Cercle um registo vídeo dessa performance, que atingiu 26,5 milhões de visualizações (Dezembro 2019), e é o video mais popular da plataforma. Em Junho de 2019, a mesma Cercle publicou um novo registo vídeo de uma performance de Brejcha, desta vez no Grand Palais em Paris.
Em Julho de 2019, Brejcha publica o tema Gravity (feat.Laura Korinth) sob a etiqueta Ultra Music.
A primeira actuação em Ibiza de Boris Brejcha aconteceu em Agosto de 2019, no clube Hï Ibiza.

## Discografia

### Álbuns
- 2007: Die Maschinen Kontrollieren Uns
- 2008: Mein Wahres Ich
- 2010: My Name Is
- 2011: My Name Is – The Remixes
- 2013: Feuerfalter – Part01
- 2014: Feuerfalter – Part02
- 2014: Feuerfalter – Special Edition
- 2016: 22
- 2016: Dj Mixes Single Tracks
- 2020: Space Diver
- 2020: Livestream Mix (Mixed)
- 2021: Never Stop Dancing

### Singles
- 2006: Monster
- 2006: Yellow Kitchen
- 2007: Fireworker Remixes
- 2007: White Snake
- 2007: Outer Space
- 2007: Die Maschinen Sind Gestrandet
- 2007: Die Milchstraße
- 2007: Who Is Your Man
- 2008: Lost Memory
- 2008: Aquilah
- 2009: Joystick
- 2009: Commander Tom
- 2009: Magic Gum
- 2009: Schaltzentrale
- 2010: Diffusor
- 2011: Sugar Baby
- 2011: James Bond
- 2011: Rührschüssel
- 2012: Schaltzentrale The Remixes
- 2012: Farbenfrohe Stadt
- 2012: Der Mensch Wird Zur Maschine
- 2012: That’s The Funky Shit
- 2013: Der Alchemyst
- 2013: We Go
- 2013: Everybody Wants To Go To Heaven
- 2014: Hashtag
- 2015: SAW
- 2015: Schleierwolken
- 2015: R U FCKNG SERIOUS
- 2015: I Am The Joker
- 2015: Everybody Wants To Go To Heaven – Remixes
- 2015: Young And Stupid
- 2015: S.P.A.C.E.
- 2016: Out Of Brain
- 2016: Acid Attack
- 2016: Sir Ravealot
- 2016: FEAR
- 2017: Space Gremlin
- 2017: Bleeding Heart
- 2018: Devil
- 2019: Gravity (feat. Laura Korinth)
- 2019: Happinezz (feat. Ginger)
- 2019: Never Look Back
- 2019: Lieblingsmensch
- 2020: To the Moon And Back (feat. Ginger)
- 2020: Violet Pill EP
- 2020: Thunderstorm EP
- 2020: Puzzle (feat. Malena Maria)
- 2021: Purple Noise Remix Part 1
- 2021: Spicy (feat. Ginger)
- 2021: House Music (feat. Arctic Lake)
- 2021: EXIT EP
- 2021: Take A Ride (feat. Ginger)
- 2021: Matrix EP
- 2021: Twisted Reality
- 2021: Vodka & Orange EP
- 2021: Never Stop Dancing (feat. Ginger)